# Baqa
Baqāʿ letteralmente significa permanenza, è un termine usato nella filosofia del sufismo che descrive un particolare stato della vita con Dio, attraverso Dio, in Dio e per Dio. È il punto più alto dei manazil mistici, ovvero la somma degli stati spirituali. La Baqāʿ consiste in tre gradi, ognuno riferito a un particolare aspetto della teofania intesa come principio dell'esistenza a sua evoluzione qualitativa, ovvero fede, conoscenza e grazia.

## Aspetti

### Primo aspetto: le azioni
Il primo aspetto della permanenza secondo il sufismo è situato al livello delle azioni. L'azione del sufi è unita all'azione divina, ricevendo da essa ordine, armonia e resistenza. Questo specifico grado della ‘'baqâ'’' si ottiene passando attraverso la teofania divina come principio esistenziale e le luci della natura come fonte di conoscenza.

### Secondo aspetto: le qualità e gli attributi
Il secondo aspetto della permanenza è situato al livello delle qualità e degli attributi. Qui le virtù umane sono portate al livello degli attributi divini, acquistando la loro perfezione, dignità e resistenza: così facendo il cuore dell'uomo raggiunge uno stato spirituale in cui è uno specchio puro e limpido in cui si riflettono le caratteristiche del supremo Creatore. Nel suo raggiungimento, il potere delle azioni nello stato della permanenza diventa un docile strumento attraverso cui i piani divini nel mondo e la persona vivente sono realizzati. Questa particolare forma di baqāʿ è un riflesso delle divine teofanie esistenziali al livello degli Attributi e Qualità e l'effetto delle luci dell'intelletto come principio di conoscenza.

### Terzo aspetto: l'essenza
L'ultimo grado della baqâ' è la permanenza dell'essenza. In questo dominio l'essenza del servo è portata all'altezza dell'Essenza divina nella sua Unità, Bellezza e Universalità. Egli è totalmente assorbito dalla Vita divina. È attraverso Dio che egli vede, attraverso Lui egli ascolta, attraverso Lui egli esprime le sue volontà, attraverso Lui egli contempla. Questa è la forma perfetta della baqāʿ dei Sufi, la fase finale della ricerca dell'eroe. Questo particolare stato è acquisito per effetto della teofania dell'Essenza sul piano esistenziale e per effetto della teofania della Luce a livello gnostico.